# Asdzą́ą́ Nádleehé
Asdzą́ą́ Nádleehé (signifiant "la femme qui change") est l'une des divinités créatrices de la mythologie des Navajos.

## Description
Elle a aidé à créer le ciel et la terre. Elle s'appelle généralement "Changing Woman" dans les sources anglaises.